# Pomilio PE
Le Pomilio PE est un biplan de reconnaissance italien de la Première Guerre mondiale.
Biplan et biplace, fabriqué dans une structure bois et métal, il était doté de plans de sustentation de grande surface (par rapport au types PC et PD).
Appareil rapide, il avait un excellent plafond, et fut utilisé pour la reconnaissance et le réglage des pièces d'artillerie.
Il fut utilisé, dans ses différentes versions, dans plus de trente escadrilles.
Il fut fabriqué aussi aux États-Unis, mais équipé du moteur Liberty de 400 ch, qui lui donnait une plus grande autonomie (3 h 30), un plafond supérieur et une plus grande vitesse ascensionnelle